# Wilfried Guth
Wilfried Guth (* 8. Juli 1919 in Erlangen; † 15. Mai 2009 in Königstein im Taunus) war ein deutscher Bankmanager. Er war ein Neffe von Ludwig Erhard.

## Leben
Er wurde geboren als Sohn von Karl Guth (1889–1971), Geschäftsführer der Reichsgruppe Industrie und Rose, Schwester von Ludwig Erhard. Nach dem Abitur 1937 kam Guth zum Wehrdienst und wurde auch im Zweiten Weltkrieg als Soldat eingesetzt. Als Oberleutnant geriet er in sowjetische Kriegsgefangenschaft, aus der er 1949 entlassen wurde.
Er studierte Wirtschaftswissenschaften an den Universitäten in Bonn, Genf, Heidelberg und der School of Economics in London. Im Jahre 1957 wurde er als Schüler von Erich Preiser an der Universität Heidelberg mit der Dissertation Der Kapitalexport in unterentwickelte Länder promoviert.
1953 begann er bei der Deutschen Bundesbank. Dort wurde er 1958 Leiter der Hauptabteilung Volkswirtschaft und Statistik. Anfang 1959 wurde er Exekutiv-Direktor beim Internationalen Währungsfonds in Washington. Bei der Kreditanstalt für Wiederaufbau wurde Guth 1962 Vorstandsmitglied. 1968 wechselte Guth als Vorstandsmitglied zur Deutschen Bank. Er war zuständig für das Auslandsgeschäft. Nach dem Ausscheiden des bisherigen Vorstandssprechers Franz Heinrich Ulrich wurde Guth zusammen mit Friedrich Wilhelm Christians 1976 zum Vorstandssprecher ernannt.
1985 schied Guth aus dem Vorstand aus und wurde Aufsichtsratsvorsitzender der Deutschen Bank bis 1990.